# ArXiv
arXiv(아카이브)는 수학, 물리학, 천문학, 전산 과학, 계량 생물학, 통계학 분야의 출판 전(preprint) 논문을 수집하는 웹사이트이다. 수학, 물리학, 천문학 분야의 논문은 거의 모두 이곳에서 찾을 수 있다. 2008년 10월 3일, arXiv.org는 문서 수가 50만 개를 넘겼다. 매달 약 5천편의 새로운 전자 문서(e-print)가 게시되고 있다.
물리학계의 오래되고 전통적인 arXiv는 웹에서 과학문헌에 대한 광범위한 접근을 위한 많은 제안과 시도가 있어 왔지만 가장 오래되고 성공한 전통적인 서비스는 지금은 arXiv(http://xxx.land.gov/)로 불리는 Los Alamos e-print archive이다. 고에너지 물리학 Preprint를 유통시키기 위한 전자적 대안으로 처음 탄생했으나, Ginsparg가 그 과정을 자동화 시켜 심사되지 않은 논문의 대규모 무료 아카이브로 발전시킴으로써, 현재는 물리학 및 관련분야의 완전 자동화된 전자 아카이브와 연구논문 배포 서버로 Preprint와 출판된 논문이 이용가능하다. 미국에서만 1주에 16만명이 이용하는 명실상부한 가장 대표적인 전자 아카이브라고 할 수 있다.

## 역사
arXiv는 폴 긴스파그(Paul Ginsparg)가 처음 개설했고, 1991년 물리학의 심사 전 논문을 보관하는 곳으로 출발했다. 이후 천문학, 수학, 전산 과학, 비선형 과학, 계량 생물학, 통계학으로 영역을 넓혔다. 출판 전 논문 보관소를 이용하는 사람들이 점점 생겨났다. 이곳에 게시되는 문서를 설명하기 위해 전자 문서(e-print)라는 용어가 만들어졌다. arXiv의 설립으로 긴스파그는 2002 맥아더 펠로쉽 상을 받았다.
이곳은 원래 로스알라모스 국립 연구소(xxx.lanl.gov)에 자리 잡고 있었다. 그래서 원래 이름은 LANL preprint archive였다. 지금은 코넬 대학교에서 운영하고 있고 전 세계에 미러 사이트가 있다. 1999년 이름과 주소를 arXiv.org로 바꿨다.
이곳은 오픈 엑세스의 사례로 꼽히며 과학 출판 흐름의 촉매 역할을 했다. 수학자들과 과학자들은 정기적으로 그들의 논문을 arXiv.org에 올려 전 세계 다른 학자들에게 공개하고, 때때로 피어리뷰 저널에 논문을 내기 전에 검토 차원에서 이곳을 이용한다.
arXiv의 운영비는 현재 코넬 대학교와 미국 국립 과학 재단이 지원하고 있다. 2010년 코넬대는 기관들에게 다운로드 용량에 비례한 연간지원금을 요청해서 재정을 확충하고 있다. 연간지원금은 각 기관 사용량에 따라 2,300~4,000달러이다. 2010년 2월 기준으로 27개 기관이 이 계획에 따른 지원을 약속했다. 2010년 arXiv의 연간 예산은 40만 달러이다.

## 주제 리포지터리
arXiv는 1991년 8월부터 학술지 발표 이전의 연구논문들을 공유하기 시작한 전자서고이자 배포서버로, 현재 코넬대학도서관(Cornell University Library)에서 운영하고 있는 학회 중심의 범 기관적인 리포지터리이다. 주제 범위는 물리학, 수학, 컴퓨터 공학, 비선형과학, 계량 생물학, 통계학으로 연구자들이 직접 자신의 논문을 arXiv에 등록하고 제출된 논문은 거절하거나 재분류하지 않는 것을 원칙으로 하고 있다. 장기적인 보존을 위해 제출된 논문은 삭제하지 않는다.

## 피어 리뷰
arXiv는 피어리뷰를 하지 않지만 각 분야 조정자들이 문서를 읽어 보고 재분류할 때도 있다. 일반적으로 조정자 명단은 공개돼 있지만 물리학 분야의 조정자 명단은 공개되지 않았다.
문서 내용이 해당 분야에 적합한지 확인하기 위해 "추천" 시스템이 2004년 1월 도입되었다. 이것에 대해 연구를 제한하는 것이라는 비판도 있었다. 이 시스템에서 저자는 먼저 추천을 받아야만 한다. 추천은 추천자 자격이 있는 다른 저자에게 받거나 맞춤법 등 여러 조건이 있는 자동 검사를 통과해서 받을 수 있다. 추천자의 임무는 논문에서 오류를 찾는 것이 아니고 제출된 분야의 주제에 맞는지 검토하는 것이다. 인증된 학술 기관 소속의 이용자는 대개 자동 검사로 추천을 받아서, 실질적으로는 추천 시스템을 의식할 필요 없다.
피어리뷰의 부재를 걱정하는 사람도 있지만 arXiv 이용자들은 이것을 장애물로 여기지 않는다. 많은 저자들은 자신이 올리는 것에 신경을 많이 쓴다. 전자 문서(e-print)의 대부분은 정식 저널에도 제출된다. 그러나 영향력 있는 논문을 포함한 성과물 중 몇몇은 전자 문서로만 남아 있고 피어리뷰 저널에는 제출되지 않았다. 유명한 사례로 서스턴 기하화 추측을 증명한 논문이 있다. 이 증명은 2002년 11월 그리고리 페렐만이 올린 것으로 푸앵카레의 추측 증명까지 포함한다.
그러나 arXiv에는 의심스러운 전자 문서도 있다. 페르마의 마지막 정리처럼 유명한 정리들을 고교 수학만을 이용해 논박한 사례도 있다. arXiv는 이런 저작물들을 삭제하기보다 "일반 수학" 같은 범주로 분류한다.

## 제출 방법 및 용량 제한
문서들은 LaTeX, PDF, DOCX 등 여러 형식으로 제출할 수 있다. LaTeX의 경우, 문서 자동 생성시 필요한 소스와 이미지 파일 등 모든 파일을 올려야 한다. 최종 PDF 파일 생성이 실패하거나, 이미지 파일 용량이 너무 크거나, 문서를 압축해도 용량이 너무 크면 파일 업로드가 거부된다.
arXiv는 장기보존을 위해 업로드 파일 유형을 제한하고 있으며, 지원하는 텍스트 파일 포맷은(La)Tex, AMS(La)Tex, PDLaTeX, DOCX(Word 2007), PDF, PostScript, HTML with JPEG/GIP/PNG이며, 그림은 PostScript, JPEG, GIP, PNG, PDF이다. 제출되는 논문에 대한 최소한의 품질관리를 위해 제출자 등록과정에서 학회 회원임을 인증하는 절차를 통해 arXiv의 커뮤니티로부터 도움을 받지만, 중개자나 관리자가 제출물의 적절성 여부를 결정할 수 없다.논문을 제출하기 위해서는 간단한 로그인 절차가 필요하나 이용에는 이런 과정이 필요 없다. 등록한 이용자에 한해 다양한 포맷(제한 있음)으로 학술논문을 제출할 수 있으며, 제출 절차는 1.메타데이터(타이틀, 저자, 초록 등)준비, 2.제출물 심의, 3.제출물 발표, 4.추가정보, 5.업데이트이다. 리포지터리를 구축하기 위한 시스템은 자체 개발 시스템을 사용하고 있다.

## 접근성
표준 접근 경로는 arXiv.org 웹사이트와 여러 미러 중 하나이다. arXiv는 선택 분야의 새로운 제출물을 알려주는 일간 이메일 서비스와 RSS 피드도 제공해준다. 다른 기관이 만든 인터페이스와 접근 경로도 있다. UC 데이비스의 Front는 arXiv.org 이용에 편의를 주는 인터페이스와 검색 도구를 제공하는 포털 사이트이다. Institute of Physics가 2006년 9월 개설한 eprintweb.org도 있다. 구글과 윈도우 라이브 등 검색엔진으로도 arXiv의 자료를 찾을 수 있다.

## 저작권
arXiv에 있는 파일들은 저작권과 관련해 여러 방법으로 공개돼 있다.
1. 몇몇은 퍼블릭 도메인으로 공개되어 있다.
2. 몇몇은 크리에이티브 커먼즈 3.0 BY-SA이거나 3.0 BY-NC-SA이다.
3. 몇몇은 출판자에게 저작권이 있지만 저자가 배포권이 있고 arXiv에게도 무제한적이고 번복되지 않는 배포권이 주어져 있다.
4. 대부분은 저자가 저작권을 가지고 arXiv는 무제한적이고 번복되지 않는 배포권만을 가지고 있다.[9]

## 같이 보기
- EOM
- 매스월드
- 인터넷 아카이브
- archive.today